# Acono Village
Acono Village es una villa de Trinidad y Tobago, que forma parte de la región de Tunapuna-Piarco.

## Geografía
La villa abarca parte de la isla Trinidad y limita al norte con Las Cuevas (localidad perteneciente a la región de San Juan-Laventille), al sur con La Seiva Village, St. John's Village y Tunapuna, al este con El Dorado y al oeste con Maracas-St. Joseph y Valley View.

## Demografía
Datos demográficos de la villa de Acono Village:
| Gráfica de evolución demográfica de Acono Village entre 2000 y 2011 |
|                                                                     |